# 브렐로보스네

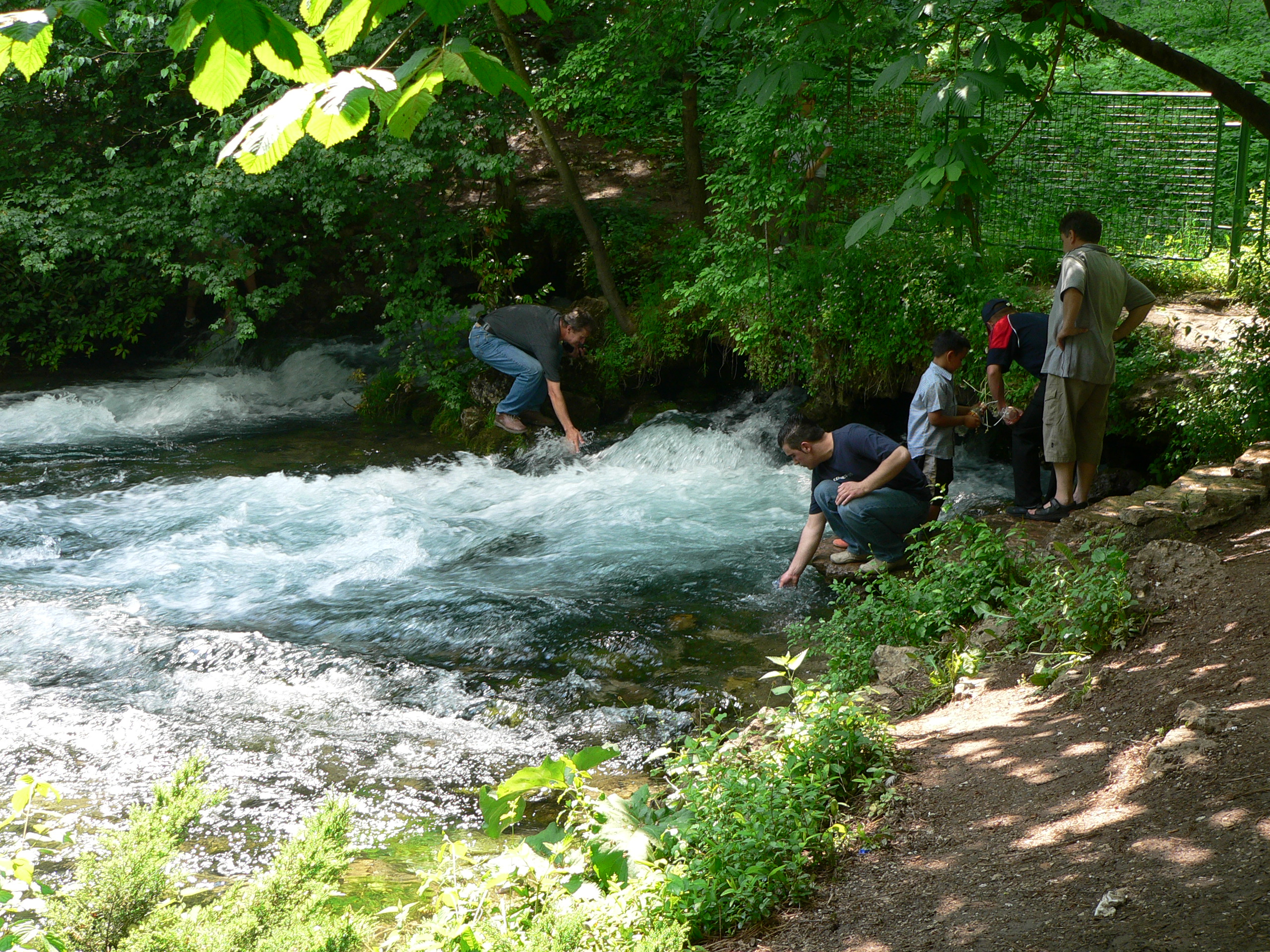
브렐로보스네

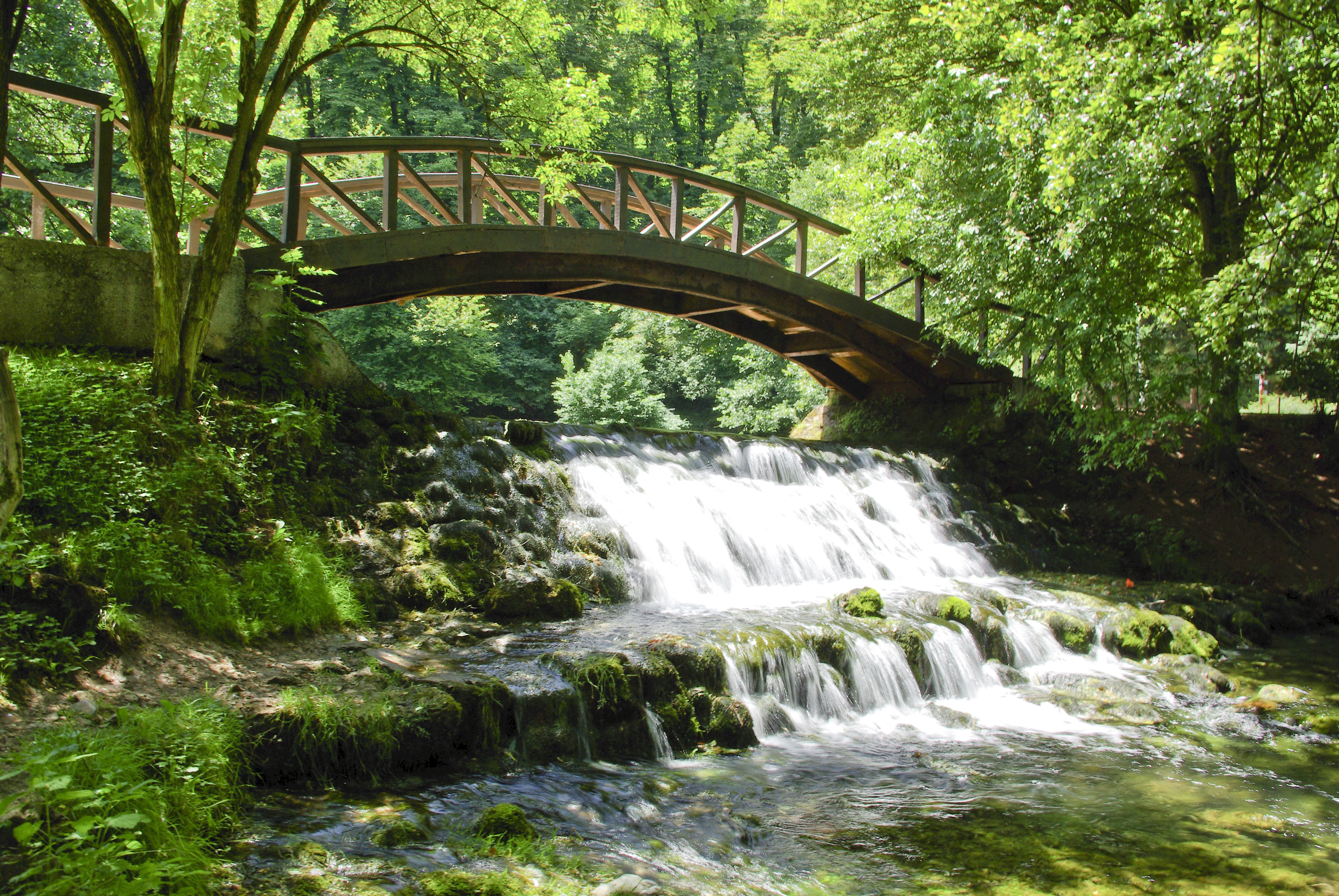
브렐로보스네의 교량

브렐로보스네(보스니아어: Vrelo Bosne, 크로아티아어: Vrelo Bosne, 세르비아어: Врело Босне, Vrelo Bosne)는 보스니아 헤르체고비나 중부에 위치한 자연 공원으로 보스나강의 발원지에 위치한 샘이다. 보스니아 헤르체고비나의 수도인 사라예보의 교외에 위치한 도시인 일리자에 위치한다.
1990년대에 일어난 보스니아 전쟁으로 인해 파괴되었지만 2000년대에 진행된 국제 생태학 단체, 지역 청소년 단체들의 청정 활동을 통한 대규모 재건 사업을 통해 복원되었다. 여름철, 주말 등에는 많은 관광객들이 몰리며 인근에는 음식점, 카페가 들어서 있다. 오리, 고니 등 여러 동물들이 서식한다.